# Mahoniebregne-slægten
Mahoniebregne-slægten (Cyrtomium) er en slægt af bregner i Mangeløv-familien. Betegnes ofte (fejlagtigt) som Mahognibregne, men mahogni er en træ-type mens Mahonie er en haveplante med blade som Mahoniebregnernes blade ligner. Slægten er meget nært beslægtet med Skjoldbregne-slægten, og nyere forskning antyder at Mahoniebregne-slægten burde inkluderes i Skjoldbregne-slægten.
Slægten har 15-20 arter og er hjemmehørende i subtropiske til varmt tempererede områder i Asien, Afrika og Oceanien. En række arter er ret kulde-tolerante, og dyrkes som haveplanter. Andre dyrkes som stueplanter.
Bladpladen er enkelt-fliget, og bladene er læderagtige på en mørk bladstilk.
| Dyrkede arter i Danmark |

- Asiatisk mahoniebregne (Cyrtomium caryotideum)
- Japansk Mahoniebregne(Cyrtomium falcatum)
- Frilandsmahoniebregne (Cyrtomium fortunei)

| Portal | Portal:Botanik |

| Botanik | Spire Denne botanikartikel er en spire som bør udbygges. Du er velkommen til at hjælpe Wikipedia ved at udvide den. |